# Sophie Sieg
Sophie Sieg geboren als Sophie Wloszczynski (* 14. Mai 1893 in Flatow (Westpreußen); † 13. Mai 1987 in Ost-Berlin) war eine deutsche Kommunistin und Widerstandskämpferin gegen den Nationalsozialismus.

## Leben
Sophie Wloszczynski wurde am 14. Mai 1893 in der Kreisstadt Flatow geboren, die zu dieser Zeit zur Provinz Westpreußen gehörte. Sie hatte sieben Geschwister. Ihr Vater Felician war Böttchermeister. Sie wuchs in Flatow auf und besuchte dort von 1899 bis 1908 die Bürgerschule und das Gymnasium, und  bis 1910 die Handelsschule. Anschließend arbeitete sie kurzzeitig als Stenotypistin in einer Anwaltskanzlei in Flatow. 1911 zog sie nach Berlin. Hier arbeitete sie bis 1923 als Sekretärin beim Rechtsanwalt Harri Wolff.
1923 lernte sie John Sieg über dessen Mutter Marie kennen und ging mit den beiden nach Detroit. Von 1924 bis 1927 arbeitete sie als Sekretärin bei dem Dirigenten des Detroiter Orchesters.
1928 kehrte sie zusammen mit John Sieg zurück nach Berlin. Ebenfalls 1928 heirateten die beiden und zogen nach Berlin-Reinickendorf.
Sieg engagierte sich in der Roten Hilfe (RHD) und in der Internationalen Arbeiterhilfe (IAH). 1930 traten beide in die Kommunistische Partei Deutschlands (KPD) ein.
1933 wurde John Sieg kurzzeitig verhaftet und erhielt anschließend keine bezahlte Arbeit mehr; er intensivierte dadurch seine Widerstandsaktivitäten. Und die Siegs zogen nach Berlin-Neukölln.
Sophie Sieg unterstützte ihren Mann und war nun die Versorgerin der Familie. Für den Widerstand leistete sie Übersetzungsarbeiten und Kuriertätigkeiten. Sie war eine Schnittstelle in der Nachrichtenübermittlung. Aufgrund ihrer Tätigkeit am anderen Ende der Stadt konnte sie sich unauffällig in der Stadt bewegen. Mehrfach fanden illegale Treffen in der Wohnung der Siegs in Neukölln statt. Urlaubsreisen nutzte das Paar 1937 und 1939, um illegales Material und Geld nach Berlin zu bringen.
Bis 1938 arbeitete Sophie Sieg wieder bei dem Rechtsanwalt Harri Wolff, der dann aus rassistischen Gründen seine Kanzlei nicht weiter betreiben durfte.
Sophie Sieg hatte unter anderem Verbindungen zu Adam und Greta Kuckhoff. 1940 stellte sie über Eva-Maria Buch, deren Mutter Erna eine alte Arbeitskollegin von Sophie war, den Kontakt zwischen John Sieg und Wilhelm Guddorf wieder her. Die beiden hatten bis 1933 zusammen für das Zentralorgan der KPD, Die Rote Fahne, gearbeitet. Zusammen stellten die Paare „Die Innere Front“, eine illegale KPD-Schrift, her. John und Wilhelm schrieben Artikel, die Eva und Sophie, abtippten, ins Französische übersetzten und unter ausländischen Zwangsarbeitenden verbreiteten.
Sophie Sieg wurde am 12. Oktober 1942 verhaftet und zunächst in das Polizeigefängnis am Alexanderplatz gebracht. Dort wurde sie mehrfach verhört und misshandelt. Sie wurde vor allem zu den Verbindungen ihres Mannes befragt – nicht zu ihren eigenen. So konnte sie glaubhaft machen, nichts zu wissen, weil sie immer bei der Arbeit war. John Sieg wurde auch verhaftet, verhört und gefoltert. Er beging am 15. Oktober Suizid in der Haft. Die anderen, insbesondere Eva-Maria Buch, schwiegen über ihre Aktivitäten und retteten ihr so das Leben.
Dadurch interessierte sich die Gestapo nicht mehr für Sophie Sieg. Im Juni 1943 wurde sie ohne Prozess in das Frauen-Konzentrationslager Ravensbrück gebracht und blieb dort bis kurz vor Kriegsende. Auch im KZ leistete sie Widerstand. Beim Evakuierungsmarsch von Ravensbrück nach Bergen-Belsen konnte sie im April 1945 fliehen.
Unmittelbar nach der Befreiung kehrte sie nach Neukölln zurück und arbeitete bis 1946 dort im Volksbildungsamt. Ab 1949 lebte sie in Oberschöneweide in Ost-Berlin. Sie war in der Zentralverwaltung für Verkehr tätig und dann im Ministerium. Vor der Verrentung war sie Leiterin der Bibliothek im Ministerium für Verkehrswesen der DDR.